# Cantonul Choisy-le-Roi
Cantonul Choisy-le-Roi este un canton din arondismentul Créteil, departamentul Val-de-Marne, regiunea Île-de-France, Franța.

## Comune
| Comune        | Populație (1999) | Cod poștal | Cod INSEE |
| ------------- | ---------------- | ---------- | --------- |
| Choisy-le-Roi | 39 400           | 94 600     | 94 022    |